# Uripao albizonata
Uripao albizonata är en fjärilsart som beskrevs av George Francis Hampson 1926. Uripao albizonata ingår i släktet Uripao och familjen nattflyn. Inga underarter finns listade i Catalogue of Life.